# Титин
Титин, также известный как коннектин — самый большой из одиночных полипептидов. Он играет важную роль в процессе сокращения поперечнополосатых мышц. Ген титина содержит самое большое количество экзонов.

## Структура
Титин, состоящий из 38138  аминокислот (титин камбаловидной мышцы) — самый большой из известных белков. 
Молекулярная масса белка равна приблизительно 2 993 442.763 а. е. м., его теоретическая изоэлектрическая точка равна 6.01. Эмпирическая химическая формула этого белка — C132983H211861N36149O40883S693. Теоретический нестабильный индекс (II), показывающий его стабильность в пробирке, равен 39.69. Период полураспада (время, требующееся для исчезновения половины содержащегося белка в клетке после его синтеза) равен примерно 30 часам (в ретикулоцитах животных).
Титин состоит главным образом из линейных блоков модулей двух типов: тип I (фибронектиновый домен III типа) и тип II (иммуноглобулиноподобный домен). Эти линейные блоки далее организуются в два участка:
N-терминальный (в составе I-полос саркомера)действует как эластичная часть молекулы и состоит, в основном, из модулей типа II. В частности, I группа состоит из двух участков тандемных иммуноглобулиновых доменов типа II на каждой стороне PEVK- участка, богатых пролином, глутаминовой кислотой, валином и лизином. Располагается между миозином и Z-диском.
C-терминальный (в составе А-полос)выполняет управляющую функцию и, вероятно, обладает протеинкиназной активностью. А-полосы состоят из чередующихся модулей типа I и типа II.

## Функции
Титин — это большой белок поперечно-полосатых мышц. N-терминальный участок Z-диска и C-терминальный участок М-линии связаны, соответственно, с Z-диском и М-линией саркомера, так что одиночная молекула титина тянется вдоль половины его длины. Титин также содержит скрепляющие участки для присоединения мышечных белков, так что он служит матрицей для правильной сборки белков, входящих в состав саркомера. Было установлено, что он также входит в качестве структурного белка в состав хромосом. Значительная изменчивость характерна для участков молекулы титина, находящихся в I-полосе, М-линии, Z-диске. Изменчивость в участке I-полосы определяет различия в эластичности разных изоформ титина, и, следовательно, различия в эластичности разных типов мускулов. Из многих известных вариантов титина только для пяти из них полностью расшифрована последовательность аминокислот.
Титин взаимодействует с множеством саркомерных белков, включая:
- Z-линейный участок: телетонин и α-актинин-1;
- Участок I-полосы: калпейн-3 и обскурин;
- М-линейный участок: миозин-связующий белок С, кальмодулин 1, калпеин-3 и Убиквитинлигаза.

## Роль в медицине
Мутации в гене титина связаны с наследственной гипертрофической кардиомиопатией и прогрессирующей дистальной мышечной дистрофией Миоши. Аутоантитела против титина вырабатываются у больных аутоиммунной склеродермией.

## Перспективы применения
Найдена технология для микробиологического производства синтетического титина и мышечных полимеров титина с получением волокон с высокими эксплуатационными характеристиками превосходящими многие синтетические и натуральные полимеры.  Из них можно будет изготовлять одежду, защитное снаряжение, биомедицинские имплантаты и протезы.

## Значение в языках
Как у самого большого известного белка, у титина самое длинное номенклатурное название ИЮПАК. Полное химическое название, начинающееся метионил… и заканчивающееся …изолейцин, включает (на английском языке) 189 819 букв, признано длиннейшим словом не только в английском языке, но и в любом другом. Однако профессиональные составители словарей рассматривают названия химических соединений скорее как словесные химические формулы, нежели как слова общеупотребительного языка.